# Oude synagoge (Dortmund)

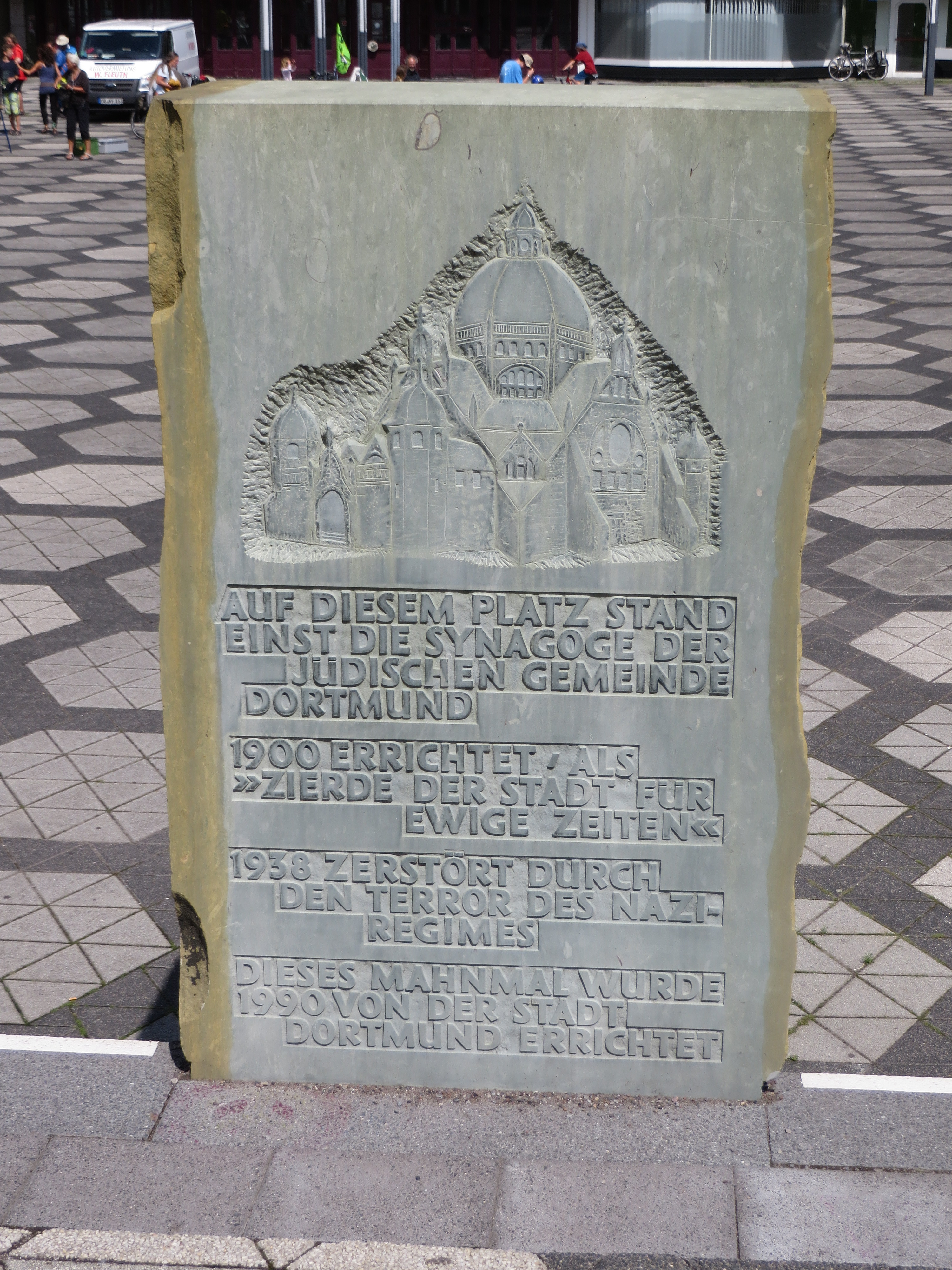
Gedenkteken van de oude synagoge in Dortmund

De oude synagoge (Alte Synagoge) was de grootste synagoge en het culturele centrum van de Joodse gemeenschap in Dortmund, Duitsland.
De synagoge werd in 1900 geopend. Met een capaciteit van 1.300 zitplaatsen was het een van de grootste joodse gebedshuizen in Duitsland.
Nadat de nazipartij in 1933 aan de macht was gekomen, dwong de lokale regering de joodse gemeenschap het pand te verkopen en besloot ze de synagoge te slopen. De opbrengst van de verkoop werd in beslag genomen door het naziregime. De sloopwerkzaamheden begonnen een paar weken voor de Kristallnacht en waren in december 1938 voltooid.
In 1958–1965 werd het nieuwe Opernhaus Dortmund gebouwd op de plek waar ooit de synagoge stond. Sinds 1998 staat het voorplein officieel bekend als Platz der Alten Synagoge ("plaats van de oude synagoge") en werd er een gedenksteen en gedenkplaat geplaatst.